# Witold Fusek
Witold Kazimierz Grzegorz Fusek (ur. 30 września 1885 w Bieczu, zm. 6 grudnia 1941 w Auschwitz) – polski farmaceuta, regionalista, działacz narodowy i instruktor harcerski.

## Życiorys
Witold Fusek urodził się w rodzinie Wilhelma Fuska (1842–1914) – miejscowego aptekarza, weterana powstania styczniowego, oraz Wandy Sucheckiej herbu Poraj.
Od 1897 uczył się w gimnazjum w Tarnowie, w latach 1900–1904 w Gimnazjum Męskim w Sanoku, gdzie złożył egzamin dojrzałości (w jego klasie byli m.in. Zdzisław Adamczyk, Stanisław Charzewski, Bolesław Mozołowski, Bronisław Praszałowicz, Kazimierz Świtalski, Zygmunt Tomaszewski). W latach 1904–1906 jako praktykant pracował w aptece ojca w Bieczu, uzyskując stopień asystenta farmacji. W 1904 jako farmaceuta był członkiem Komitetu Młodzieży Polskiej w Sanoku. Studiował farmację na Uniwersytecie Jagiellońskim, w 1908 otrzymując tytuł magistra farmacji. W latach 1908–1909 pracował w szpitalu garnizonowym w Krakowie. Jednocześnie był asystentem profesora Józefa Łazarskiego. Do Biecza powrócił w 1911, obejmując zarząd nad rodzinną apteką. Był współtwórcą, bibliotekarzem i prezesem Czytelni Ludowej w rodzimej miejscowości. Od 1912 był członkiem Spółdzielni Rolno-Handlowej. W okresie I wojny światowej służył w szpitalu wojskowym wojska austriackiego. Działał w ruchu przeciwalkoholowym, m.in. w Sanoku wygłosił prelekcję pt. O szerzeniu wstrzemięźliwości wśród młodzieży szkolnej i rzemieślniczej.
Po 1918 założył miesięcznik „Młodzież”, którego został redaktorem, oraz I Biecką Drużynę Skautową im. Zbója Becza, która do 1934 działała w ZHP. W 1929 brał udział w zlocie skautów w Anglii, w 1931 – w Pradze.
Po zakończeniu I wojny światowej i odzyskaniu przez Polskę niepodległości został przyjęty do Wojska Polskiego. Został awansowany do stopnia porucznika w korpusie oficerów rezerwy sanitarnych aptekarzy ze starszeństwem z 1 czerwca 1919. W 1923, 1924 był oficerem rezerwowym w grupie aptekarzy w 5 Batalionie Sanitarnym w garnizonie Kraków.
Swoją działalność społeczną Fusek kontynuował w ramach Akcji Katolickiej i Stowarzyszenia Miłośników Biecza, pełnił funkcję radnego miejskiego. Ponadto zajmował się uprawą ziół w swojej aptece. Opracował Zielnik roślin polskich. Zawodowo utrzymywał kontakty z botanikami Władysławem Szaferem i Adamem Wodziczką. W 1939 z okazji 350-lecia śmierci Marcina Kromera wydał książkę Biecz i dawna Ziemia Biecka na tle legend, bajek przesądów i zwyczajów (wznowioną w 1998). W 1934 został powołany na sekretarza, później na wiceprezesa zarządu powiatowego Stronnictwa Narodowego w Gorlicach. W związku z tą działalnością w listopadzie 1938 przez kilka dni znajdował się w bieckim areszcie.
We wrześniu 1939 Fusek zgłosił się do wojska w Przemyślu, gdzie go przydzielono do służby w szpitalu polowym. Wraz z wojskiem przemaszerował do Brzeżan, unikając aresztowania i niewoli sowieckiej, po czym piechotą wrócił do Biecza, gdzie zaangażował się wraz z rodziną w działalność konspiracyjną. Brał udział w powołaniu wraz z miejscową inteligencją Narodowej Organizacji Wojskowej, w ramach której na swojej posesji gromadził broń i kolportując podziemną prasę. Dodatkowo w piwnicy swojego domu przy pomocy Józefa Kostrzewskiego zorganizował nasłuch radiowy, dzięki czemu przekazywał wychwytane komunikaty do podziemnego obiegu.
Witold Fusek został aresztowany w lipcu 1940 wskutek denuncjacji. Po przesłuchaniu został zwolniony. 19 maja 1941 zatrzymano go wraz z żoną, córką i personelem apteki i przewieziono do więzienia w Jaśle. Stamtąd przetransportowano ich do Tarnowa, a 27 lipca 1941 skierowano do Auschwitz. W obozie Witold Fusek został oznaczony numerem 18699. Zgodnie z uzyskaną od współwięźniów informacją zmarł wkrótce w wyniku krwawej biegunki głodowej.

## Rodzina
W 1910 ożenił się ze Stefanią Oczkowską (1889–1985), z którą miał czworo dzieci:
- Wiesław,
- Halina (ur. 1914),
- Andrzej (ur. 1916–zmarł w dzieciństwie),
- Marian (ur. 1921–zmarł w dzieciństwie).

## Wyróżnienia i upamiętnienie
W 1928 został odznaczony krzyżem harcerskim. Za swoją działalność otrzymał też austriackie odznaczenie Signum Laudis oraz odznakę 25-lecia ZHP. W rodzinnym Bieczu jedna z ulic nosi jego imię.